# البعثة اليابانية إلى التبت 1939
كانت البعثة اليابانية إلى التبت مهمة استخباراتية قام بها جينزو نوموتو (野本 甚蔵 نوموتو جينزو) في التبت عام 1939.

## الخلفية
بدأت اليابان في إجراء عمليات سرية في منطقة سنجان من عام 1918 حتى عام 1922. عمل عملاء غينيوشا اليابانيون بشكل سري في هامي ومدن أخرى للحصول على معلومات حول السوفييت في آسيا الوسطى.
خلال ثلاثينيات القرن العشرين، كانت أجهزة المخابرات الإمبراطورية مهتمة باكتساب معلومات استخبارية متعمقة حول التبت وسنجان. تم تنظيم سلسلة من العمليات السرية في مقر كوانتونغ، وتم إرسال جينزو نوموتو وغيره في مثل هذه المهام. في الوقت نفسه، أرسلت ألمانيا أيضًا بعثات إلى المناطق نفسها في سنجان.

## البعثة
في عام 1935، أُرسل جينزو نوموتو، من كاغوشيما، إلى مانشوكو ووصل إلى وحدة الاستخبارات في جيش كوانتونغ الياباني باعتباره طالب أبحاث في اللغة المنغولية ومتخصصًا في شؤون آسيا الوسطى.
في مايو 1939، وخلال الحرب اليابانية الصينية الثانية، دخل نوموتو التبت سرًا متنكرًا في صورة منغولي ومرافقًا لراهب تبتي، حيث بدأ مهمة جمع المعلومات الاستخبارية لمدة 18 شهرًا. لقد جمع المعلومات المتعلقة بالظروف الاجتماعية والثقافة والدين والسياسات المحلية للسكان الأصليين من خلال المقابلات الشخصية مع السكان المحليين؛ قدم هذه المعلومات الاستخباراتية بشكل رئيسي إلى مكتب جيش المخابرات. غادر المنطقة في أكتوبر 1940.
كان الدونغان (المسلم الصيني) الجنرال ما بوفانغ عائقًا أمام العملاء اليابانيين الذين يحاولون الاتصال بالتبتيين؛ لقد وصفه عميل ياباني بأنه «خصم».

## ما بعد البعثة
واصل عملاء آخرون التحركات السرية في المنطقة من خلال مقابلة رجال القبائل الأفغان المحليين لتنظيم عمليات التسلل والتخريب والاضطرابات في الهند البريطانية على الحدود الشمالية الغربية في حالة غزو ياباني للهند. كان هناك اهتمام آخر مزعوم بمنطقة التبت باستعادة جميع المعلومات المتعلقة بالقوى القديمة المرتبطة بالأساطير التبتية.
في وقت لاحق، كتب جينزو نوموتو مذكراته حول تجاربه في مهمته التبتية خلال الحرب تحت عنوان التبت تحت الأرض 1939.